# シマロン郡 (オクラホマ州)
座標: 北緯36度44分 西経102度31分 / 北緯36.74度 西経102.52度
シマロン郡（英: Cimarron County）は、アメリカ合衆国のオクラホマ州にある郡。2000年時点での人口は州内最少の3,148人で、郡庁所在地はボイス・シティ。

## 地理
シマロン郡は全米で唯一、4つの州と接しており、コロラド州、カンザス州、ニューメキシコ州、テキサス州と接している。また、シマロン郡は全部で5つの郡と接しているが、その5つの郡はそれぞれ別の州に属している（前述と4州とオクラホマ州）。これも全米で唯一、この郡だけという珍しい現象である。
シマロン郡には、州の最高地点である標高1,516 m (4,973 フィート）のブラック・メサという場所がある。
アメリカ合衆国国勢調査局によると、この郡は総面積4,768 km2 (1,841 mi2) である。このうち4,753 km2 (1,835 mi2)が陸地で、16 km2 (6 mi2) が海や湖などの水地域である。総面積のうち0.33%が水地域となっている。

### 幹線道路
- 国道56号線/国道412号線
- 国道64号線
- 国道287号線
- 国道385号線
- 州道3号線

### 隣接する郡
- バカ郡 (コロラド州)（北）
- モートン郡 (カンザス州)（北東）
- テキサス郡（東）
- ダラム郡 (テキサス州)（南）
- ユニオン郡（ニューメキシコ州）（西）

### 国立保護区
- リタ・ブランカ国立草原（部分管轄）

## 人口動静

2000年の時点での郡の人口ピラミッド

2000年の国勢調査によると、シマロン郡には3,148人、1,257世帯、及び868家族が暮らしている。人口密度は1/km2 (2/mi2) で、0/km2 (1/mi2) の平均的な密度に1,583軒の住居が建っている。この郡の人種の構成は白人85.77%、黒人（アフリカ系アメリカ人）0.57%、先住民1.02%、アジア系0.16%、その他の人種9.94%、及び混血2.54%で、15.41%の人々がヒスパニックまたはラテン系である。
シマロン郡に住む1,257世帯のうち、31.30%は18歳未満の子どもと暮らしており、60.40%は夫婦で生活している。6.00%は未婚の女性が世帯主であり、30.90%は家族以外の住人と同居している。29.30%は独居で、全世帯の15.50%は65歳以上の独居老人世帯である。1世帯あたりの平均人数は2.47人であり、家庭の場合は3.07人である。
郡の住民は27.60%が18歳未満の子どもで、18歳以上24歳以下が6.40%、25歳以上44歳以下が23.40%、45歳以上64歳以下が24.00%、および65歳以上が18.60%となっている。平均年齢は39歳である。女性100人ごとに対して男性は97.40人いて、18歳以上の女性100人ごとに対して男性は95.30人いる。
郡の世帯ごとの平均収入は30,625米ドルで、家族ごとでは36,250米ドルである。男性の24,327米ドルに対して女性は18,110米ドルの平均的な収入がある。この郡の一人当たりの収入 (per capita income) は15,744米ドルである。総人口の17.60%、家族の13.90%は貧困線以下である。18歳未満の子どもの22.20%及び65歳以上の10.10%は貧困線以下の生活を送っている。

## コミュニティ

### 都市
- ボイス・シティ (en:Boise City, Oklahoma)

### 町
- キーズ (en:Keyes, Oklahoma)

### その他
- フェルト (en:Felt, Oklahoma)
- ケントン (en:Kenton, Oklahoma)